# Danny Deneuker
Danny Deneuker (Sint-Truiden, 2 oktober 1961) is een Belgisch politicus voor Vooruit.

## Biografie
Ambtshalve is Deneuker werkzaam bij de Hasseltse belastingdienst. In 1995 werd hij schepen te Borgloon onder de liberale burgemeester Eric Awouters, die hij opvolgde na de gemeenteraadsverkiezingen van 2012 in dat ambt. Hij behaalde bij die verkiezingen 1750 voorkeurstemmen en vormde een coalitie met CD&V en N-VA. Deze meerderheid viel dooreen in 2014 en Deneuker vormde vanaf dan een bestuursmeerderheid met de veel grotere VLD-fractie van voormalig burgemeester Eric Awouters. Na de gemeenteraadsverkiezingen van 2018 werd hij voorzitter van het bijzonder comité voor de sociale dienst en schepen van welzijn.